# Кам'янський прибережно-річковий комплекс
Ка́м'янський прибере́жно-річкови́й ко́мплекс — ландшафтний заказник загальнодержавного значення в Україні. Об'єкт природно-заповідного фонду Дніпропетровської області. 
Розташований біля сіл Михайлівка, Кам'янка, Грушівка та селища Токівське Апостолівського району Дніпропетровської області, обабіч берегів річки Кам'янки та подекуди включає її річище. До заказника також відносяться ділянки заплави та береги річки Базавлук. 
Площа 2615 га. Статус надано згідно з указом Президента України від 25.11.2008 року № 1078/2008. Перебуває у віданні Апостолівської райдержадміністрації.

## Територія
Заказник охоплює територію створеного раніше орнітологічного заказника місцевого значення «Заплава річки Базавлук», який попри це формально залишається на обліку в офіційному реєстрі об'єктів ПЗФ Дніпропетровської області. Також на території заказника розташовані дві пам'ятки природи — «Мальовничий каньйон на річці Кам'янці в Токівських гранітах» та «Водоспад на річці Кам'янка», котрі зберігають статус окремих пам'яток, водночас бувши елементами заказника.

### Території ПЗФ у складі заказника «Кам'янський прибережно-річковий комплекс»
Нерідко, оголошенню заказника передує створення одного або кількох об'єктів природно-заповідного фонду місцевого значення. В результаті, великий заказник фактично поглинає раніше створені ПЗФ. Проте їхній статус зазвичай зберігають. 
До складу території заказника загальнодержавного значення «Кам'янський прибережно-річковий комплекс» входять такі об'єкти ПЗФ України: 
- Орнітологічний заказник місцевого значення «Заплава річки Базавлук»
- Гідрологічна пам'ятка природи місцевого значення «Водоспад на річці Кам'янка»
- Геологічна пам'ятка природи місцевого значення «Мальовничий каньйон на річці Кам'янці в Токівських гранітах»

## Флора

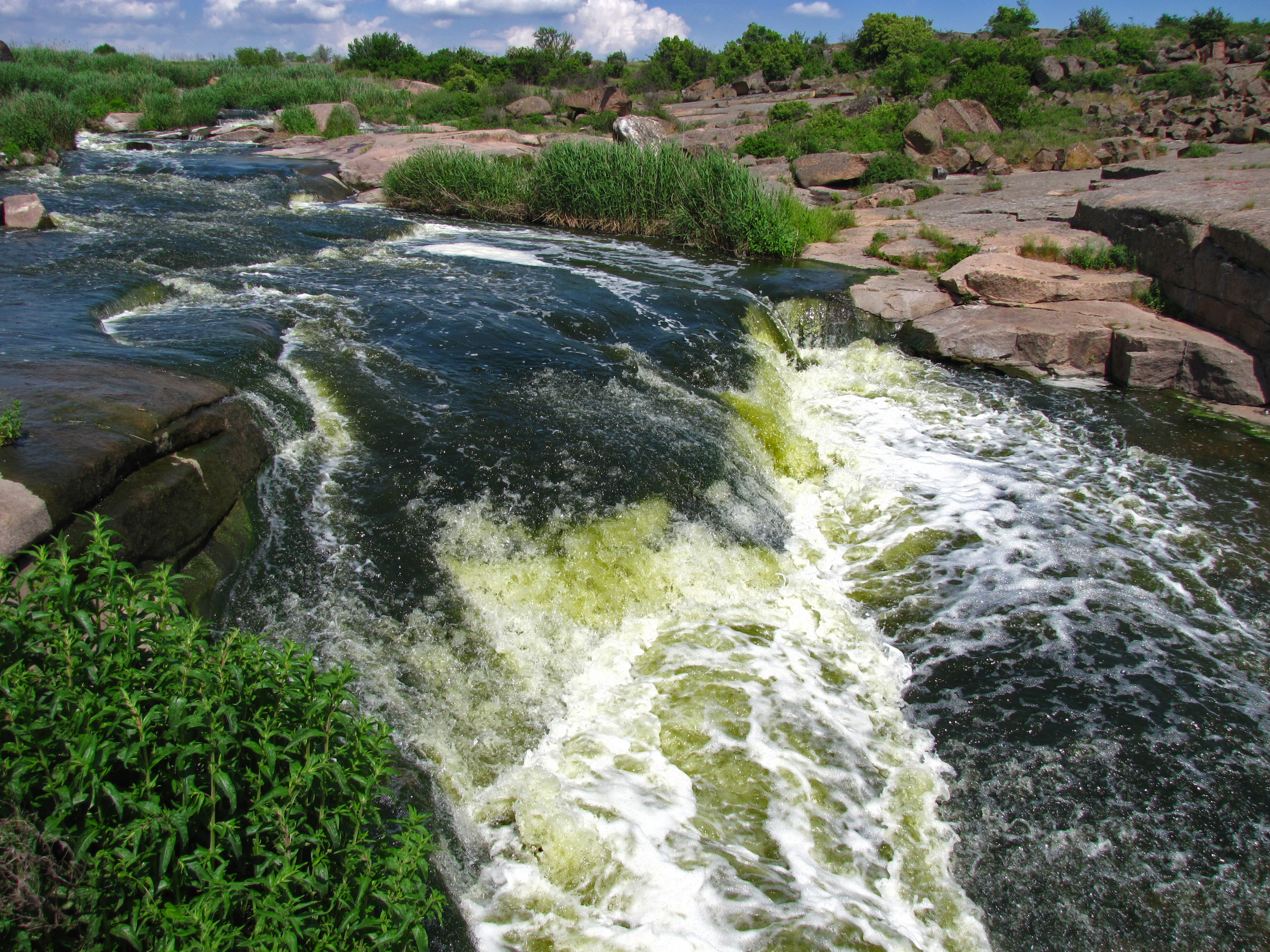
Кам'янка протікає через скелі

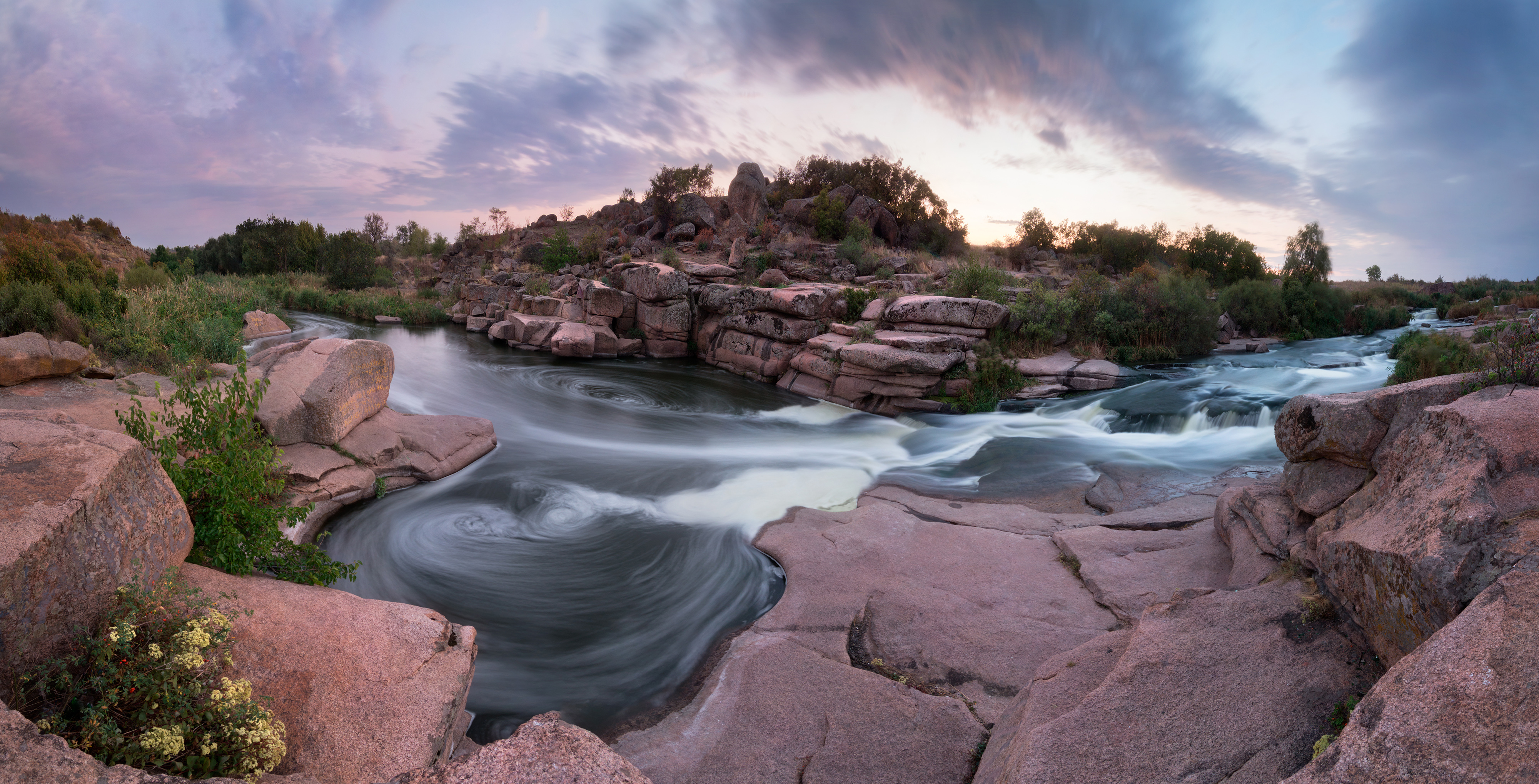
Панорама Токівського водоспаду

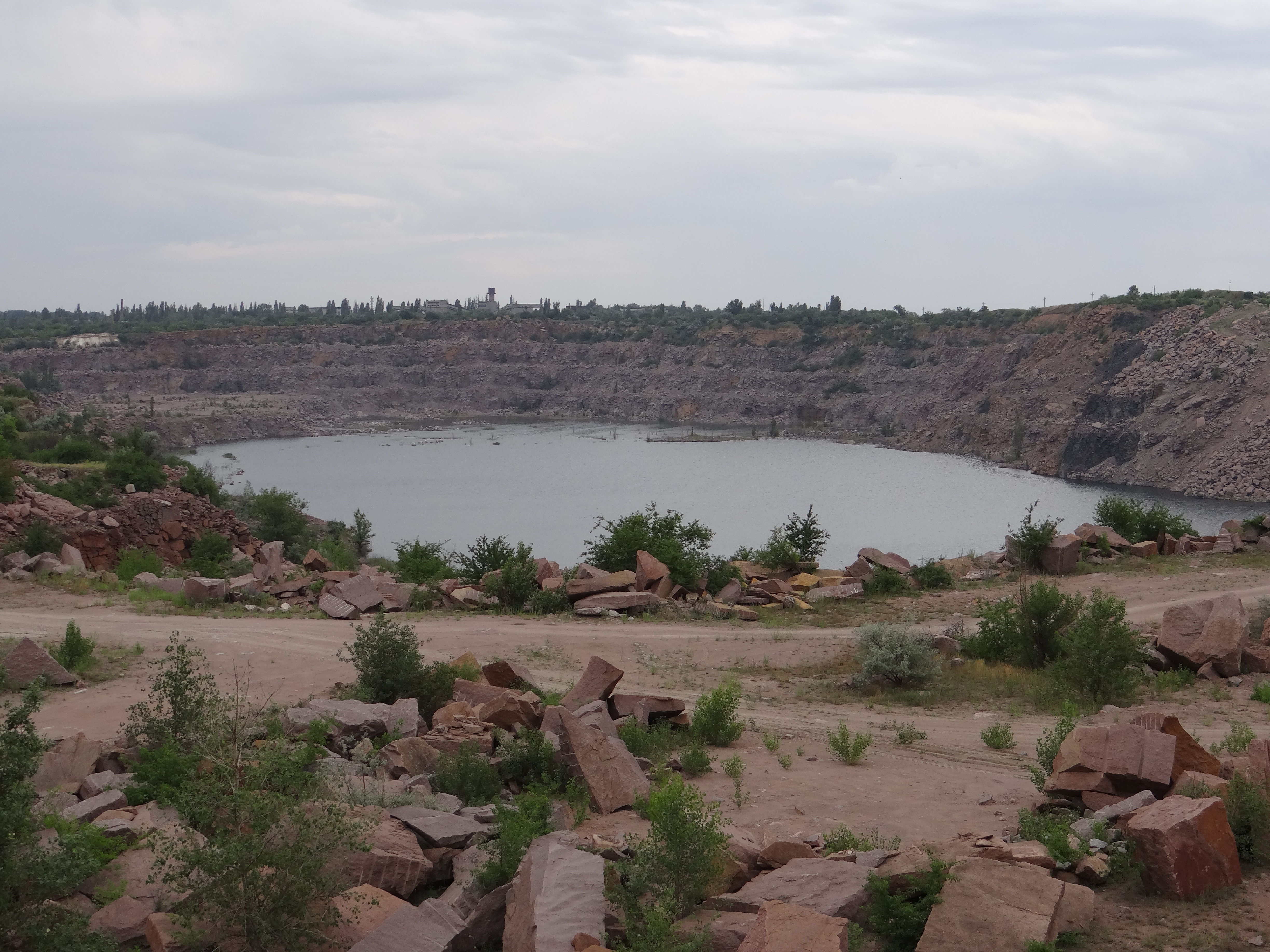
Токівський гранітний кар'єр

На території заказника зберігається одна з найцінніших ділянок дикої природи українського степу. Більшу частину території, яка являє собою схили корінних берегів річки Кам'янка та прилеглі до неї балки, вкриває типова для степу рослинність — ковила українська, ковила волосиста, типчак, трапляються й інші види ковили. У тих місцях, де річка омиває кам'янисті ділянки, значно підвищується біорізноманіття. Біля токівських кар'єрів є значне нагромадження гранітних брил і скель, котрі подекуди перетинають річище Кам'янки, а в одному місці утворюють Токівський водоспад, який являє собою каскад невеликих, але швидких водоспадів. Від водоспаду до каньйону степова долина всіяна каменями та скелями, поміж яких густо поросли дерева та чагарники. Серед флори трапляються глід, магалебська вишня, чорноклен, свидина, бузина, в'яз, різні види верб, дика груша, ясен, жостір, терен. Колись зростали віковічні дуби. Велику кількість видів шипшини виявлено ботаніками в межах даного заказника, зокрема є надзвичайно рідкісні, такі як шипшина Гроссгейма — відомі лише в цій місцевості. Трапляється багато видів рідкісних рослин, занесених до Червоного Списку Міжнародного Союзу Охорони Природи, Червоної книги України та регіонального Червоного списку.

## Фауна
Залежно від середовища існування, тваринний світ представлений прибережно-річковим, чагарниково-узлісним, степовим та петрофільно-степовим комплексами. Завдяки наявності окрім виходів рожевих гранітів, мігматитів та гнейсів ще й ділянки з підступами до поверхні верств вапнистих порід, петрофільно-степовий комплекс представлений не лише базифільними (сілікофільними), а й кальцефільно-гіпсофільними формами. Біля невеликих ставків у балках можна спостерігати коловодних птахів, у степу — зайців, лисиць, сліпаків, тхорів. Найціннішими на кам'янистих ділянках є популяції видів плазунів, таких як гадюка степова, полоз каспійський (жовтобрюх). Ентомологічна складова представлена всіма основними рядами. Рідкісні вид комах трапляються серед жуків, метеликів, прямокрилих, перетинчастокрилих, клопів, бабок тощо.

## Сучасний стан
Над унікальною екосистемою заказника постійно нависає загроза існуванню зі сторони гранітодобувних кар'єрів, недотримання режиму водоохоронних зон і прибережно-захисних смуг Кам'янки (продовжується замулення річища, органічне забруднення води) та рекреації. Чи не найбільшої шкоди заказнику завдають відпочивальники, як наслідок їхніх дій — побутове і шумове забруднення, пошкодження скель і спотворення їхнього вигляду. Серед інших загроз — видобування каменів для приватних рокаріїв, випалювання степової трави, браконьєрство. 
Заказник потребує впровадження активної охорони території.